# Arquidiócesis de Tlalnepantla
La arquidiócesis de Tlalnepantla (en latín: Archidioecesis Tlalnepantlana) es una circunscripción eclesiástica de la Iglesia católica en México. Se trata de una arquidiócesis latina, sede metropolitana de la provincia eclesiástica de Tlalnepantla. Desde el 25 de enero de 2019 su arzobispo es José Antonio Fernández Hurtado.

## Territorio y organización

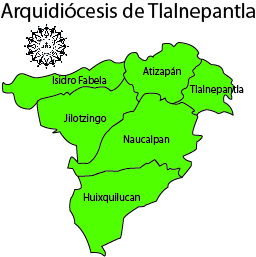
Mapa de municipios de la arquidiócesis de Tlalnepantla

La arquidiócesis tiene 682 km² y extiende su jurisdicción sobre los fieles católicos de rito latino residentes en 6 municipios del estado de México: Tlalnepantla de Baz, Atizapán de Zaragoza, Naucalpan de Juárez, Huixquilucan, Isidro Fabela y Jilotzingo.
La sede de la arquidiócesis se encuentra en la ciudad de Tlalnepantla, en donde se halla la Catedral de Corpus Christi.
La arquidiócesis tiene como sufragáneas a las diócesis de: Cuautitlán, Ecatepec, Izcalli, Netzahualcóyotl, Teotihuacán, Texcoco y Valle de Chalco.
En 2020 en la arquidiócesis existían 203 parroquias agrupadas en 7 zonas pastorales:
- Zona pastoral 1 de Corpus Christi
- Zona pastoral 2 de San Bartolomé Apóstol
- Zona pastoral 3 de San Felipe de Jesús
- Zona pastoral 4 de San Francisco de Asís
- Zona pastoral 5 de San Andrés Apóstol
- Zona pastoral 6 de San Antonio de Padua
- Zona pastoral 7 de Nuestra Señora de los Remedios.

## Historia
La diócesis de Tlalnepantla fue erigida el 13 de enero de 1964 con la bula Aliam ex aliis del papa Pablo VI, obteniendo el territorio de la diócesis de Texcoco y de la arquidiócesis de México. Originalmente fue sede sufragánea de esta última. El 23 de agosto de 1964 fue consagrada la catedral. El fraile franciscano Felipe de Jesús Cueto González fue nombrado como primer obispo de la diócesis.
El 14 de junio de 1967, con la carta apostólica Invictum Christi, el papa Pablo VI proclamó a san Felipe de Jesús como principal patrono de la diócesis.
El 5 de febrero de 1979 cedió una porción de su territorio para la erección de la diócesis de Cuautitlán mediante la bula Conferentia Episcopalis Mexicana del papa Juan Pablo II.
El 1 de julio de 1979 el obispo Cueto presentó su renuncia, quedando como administrador apostólico Manuel Samaniego Barriga, obispo de Cuautitlán. El 28 de junio de 1980 fue nombrado como obispo Adolfo Antonio Suárez Rivera, quien en 1984 fue trasladado como arzobispo a la arquidiócesis de Monterrey, nombrándose como nuevo obispo a Manuel Pérez-Gil González.
El 17 de junio de 1989 fue elevada al rango de arquidiócesis metropolitana con la bula Quoniam, ut plane del papa Juan Pablo II. Pérez-Gil fue nombrado primer arzobispo de la arquidiócesis de Tlalnepantla.
El 3 de septiembre de 1991, con la carta apostólica Quandoquidem duos, el papa Juan Pablo II confirmó a la Santísima Virgen María, venerada con el título de Nuestra Señora de los Remedios, como patrona de la arquidiócesis.
El 28 de junio de 1995 cedió otra porción de su territorio para la erección de la diócesis de Ecatepec mediante la bula Ad curam pastoralem del papa Juan Pablo II.
El 14 de febrero de 1996 falleció el arzobispo Pérez-Gil, quedando como administrador diocesano Antonio Márquez López. El 12 de septiembre de ese mismo año fue nombrado Ricardo Guízar Díaz como arzobispo.
El 8 de julio de 2003, el 2 de diciembre de 2008 y el 6 de junio de 2014, fueron erigidas respectivamente las diócesis de Valle de Chalco, Teotihuacán e Izcalli, quedando todas como sufragáneas de Tlalnepantla.

## Estadísticas
Según el Anuario Pontificio 2021 la arquidiócesis tenía a fines de 2020 un total de 2 121 940 fieles bautizados.
| Año                                                                             | Población            | Población | Población      | Sacerdotes | Sacerdotes    | Sacerdotes    | Bautizados por sacerdote | Diáconos permanentes | Religiosos | Religiosos | Parroquias |
| Año                                                                             | Bautizados católicos | Total     | % de católicos | Total      | Clero secular | Clero regular | Bautizados por sacerdote | Diáconos permanentes | Varones    | Mujeres    | Parroquias |
| ------------------------------------------------------------------------------- | -------------------- | --------- | -------------- | ---------- | ------------- | ------------- | ------------------------ | -------------------- | ---------- | ---------- | ---------- |
| 1966                                                                            | 670 520              | 681 400   | 98.4           | 148        | 84            | 64            | 4530                     |                      | 154        | 229        | 38         |
| 1970                                                                            | 1 080 000            | 1 100 000 | 98.2           | 226        | 172           | 54            | 4778                     |                      | 159        | 355        | 128        |
| 1976                                                                            | 2 685 000            | 2 750 000 | 97.6           | 374        | 280           | 94            | 7179                     | 7                    | 186        | 480        | 208        |
| 1980                                                                            | 3 140 000            | 3 250 000 | 96.6           | 293        | 192           | 101           | 10 716                   | 12                   | 227        | 550        | 220        |
| 1990                                                                            | 3 433 000            | 3 769 000 | 91.1           | 257        | 198           | 59            | 13 357                   | 4                    | 123        | 227        | 153        |
| 1999                                                                            | 3 082 003            | 3 312 163 | 93.1           | 283        | 215           | 68            | 10 890                   | 7                    | 134        | 267        | 124        |
| 2000                                                                            | 3 119 079            | 3 341 265 | 93.4           | 293        | 220           | 73            | 10 645                   | 8                    | 139        | 291        | 134        |
| 2001                                                                            | 3 119 204            | 4 753 807 | 65.6           | 303        | 230           | 73            | 10 294                   | 8                    | 141        | 314        | 140        |
| 2002                                                                            | 3 207 022            | 3 480 000 | 92.2           | 333        | 255           | 78            | 9630                     | 8                    | 138        | 355        | 193        |
| 2003                                                                            | 3 494 077            | 3 982 000 | 87.7           | 353        | 258           | 95            | 9898                     | 9                    | 172        | 372        | 192        |
| 2004                                                                            | 2 864 699            | 3 264 734 | 87.7           | 373        | 263           | 110           | 7680                     | 11                   | 162        | 420        | 192        |
| 2010                                                                            | 3 184 000            | 3 980 000 | 80.0           | 342        | 266           | 76            | 9309                     | 11                   | 136        | 296        | 200        |
| 2014                                                                            | 1 984 400            | 2 322 091 | 85.5           | 304        | 261           | 43            | 6527                     | 11                   | 137        | 255        | 203        |
| 2017                                                                            | 2 057 157            | 2 390 950 | 86.0           | 359        | 262           | 97            | 5730                     | 10                   | 137        | 309        | 203        |
| 2020                                                                            | 2 121 940            | 2 530 115 | 83.9           | 323        | 245           | 78            | 6569                     | 10                   | 102        | 292        | 203        |
| Fuente: Catholic-Hierarchy, que a su vez toma los datos del Anuario Pontificio. |                      |           |                |            |               |               |                          |                      |            |            |            |

Bautismos al año: 29 517 y matrimonios al año: 4409.

## Episcopologio

### Obispos
- Felipe de Jesús Cueto González, O.F.M. † (13 de enero de 1964-28 de mayo de 1979 retirado)
- Cardenal Adolfo Antonio Suárez Rivera † (8 de mayo de 1980-8 de noviembre de 1983 nombrado arzobispo de Monterrey)
- Manuel Pérez-Gil y González † (30 de marzo de 1984-17 de junio de 1989 nombrado arzobispo)

### Arzobispos
- Manuel Pérez-Gil y González † (17 de junio de 1989-14 de febrero de 1996 falleció)
- Ricardo Guízar Díaz † (14 de agosto de 1996-5 de febrero de 2009 retirado)
- Carlos Aguiar Retes (5 de febrero de 2009-7 de diciembre de 2017 nombrado arzobispo de México)
- José Antonio Fernández Hurtado, desde el 25 de enero de 2019